# RES Wanze-Bas-Oha
Royale Entente sportive Wanze-Bas-Oha w skrócie RES Wanze-Bas-Oha – belgijski klub piłkarski, grający niegdyś w trzeciej lidze belgijskiej, mający siedzibę w mieście Bas-Oha.

## Historia
Klub został założony 1 stycznia 1930 jako Jeunesse Sportive Bas-Oha (JS Bas-Oha). W 1955 do nazwy klubu dopisano Royale i klub zmienił nazwę na Royale Jeunesse Sportive Bas-Oha (RJS Bas-Oha). Z kolei w 2013 roku doszło do fuzji z Royal Wanze Sport w wyniku czego klub zmienił nazwę na Royale Entente sportive Wanze-Bas-Oha (RES Wanze-Bas-Oha). Klub spędził 4 sezony na poziomie trzeciej ligi.

## Stadion
Domowe mecze klub rozgrywał na stadionie o nazwie Stade Louis Manne, położonym w mieście Bas-Oha. Stadion może pomieścić 1000 widzów.

## Reprezentanci kraju grający w klubie
Stan na listopad 2021
| - Roger Claessen - Henri Depireux - Lucien Spronck | - Boubou Ndiaye - João Elias |